# 硯友社

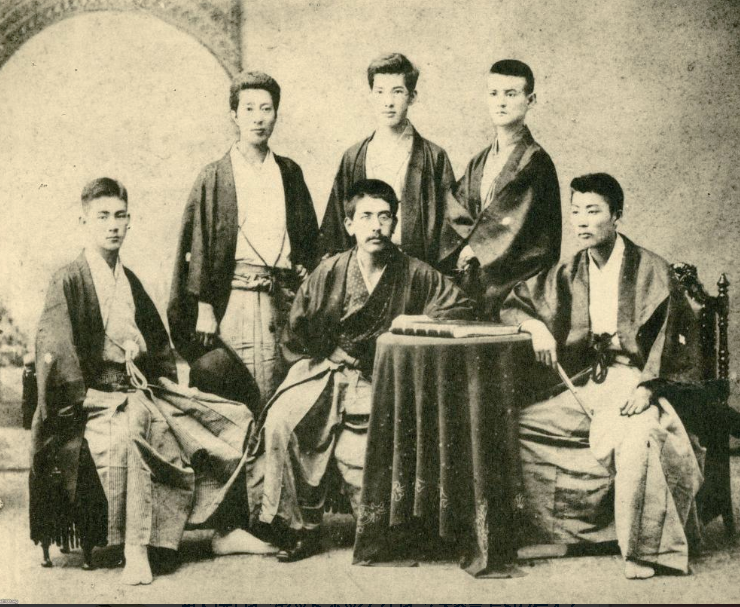
硯友社社友。後列左より武内桂舟、川上眉山、江見水蔭。前列左より巌谷小波、石橋思案、尾崎紅葉。1891年

硯友社（けんゆうしゃ）は、明治期の文学結社。1885年、尾崎紅葉、山田美妙、石橋思案、丸岡九華によって発足。「我楽多文庫」を発刊し、川上眉山、巖谷小波らが参加し当時の文壇で大きな影響を与える一派となった。
明治36年（1903年）10月の紅葉の死によって解体したが、近代文体の確立など、その意義は大きい。

## 歴史
1885年（明治18年）2月、東京大学予備門（後の旧制第一高等学校）の学生だった尾崎紅葉、山田美妙、石橋思案、丸山九華が文学同好会「文友会」「凸々会」をつくった。これが発展し、永遠に友でいるという意味で硯友社と称した。同年5月、日本初の純文芸雑誌である『我楽多文庫』を創刊。初めは筆写本による回覧雑誌とし、8冊を刊行。ついで、活版非売本として、8冊を刊行。さらに公刊本を16冊と刊行し、ひきつづき『文庫』と改名し、11冊を刊行する。この間に大きな反響を呼び、川上眉山、巖谷小波、江見水蔭、挿絵の武内桂舟らが参加。
だが公刊本時代に美妙が社に無断で『都の花』で主に筆をとるようになったため、硯友社から離脱。一時打撃を受けたが、紅葉『二人比丘尼 色懺悔』等で吹き返し、さらに広津柳浪、泉鏡花、小栗風葉など、紅葉に弟子入りするものが増え、最盛期を迎えた。一方、美妙や小波は言文一致体の小説を載せるなど、近代文体の確立にも貢献。その後は、紅葉の死とともに解体した。

## 硯友社の性格
『硯友社々則』には「本社は広く本朝文学の発達を計るの存意に有之候得ば」として都々逸、狂句も拒まないとしており、政治的色彩を排し、娯楽小説をめざして（但し、建白書の草案起稿其外、政事向の文章は命に替えても御断申上候）、紅葉を中心に文壇の中心となっていった。

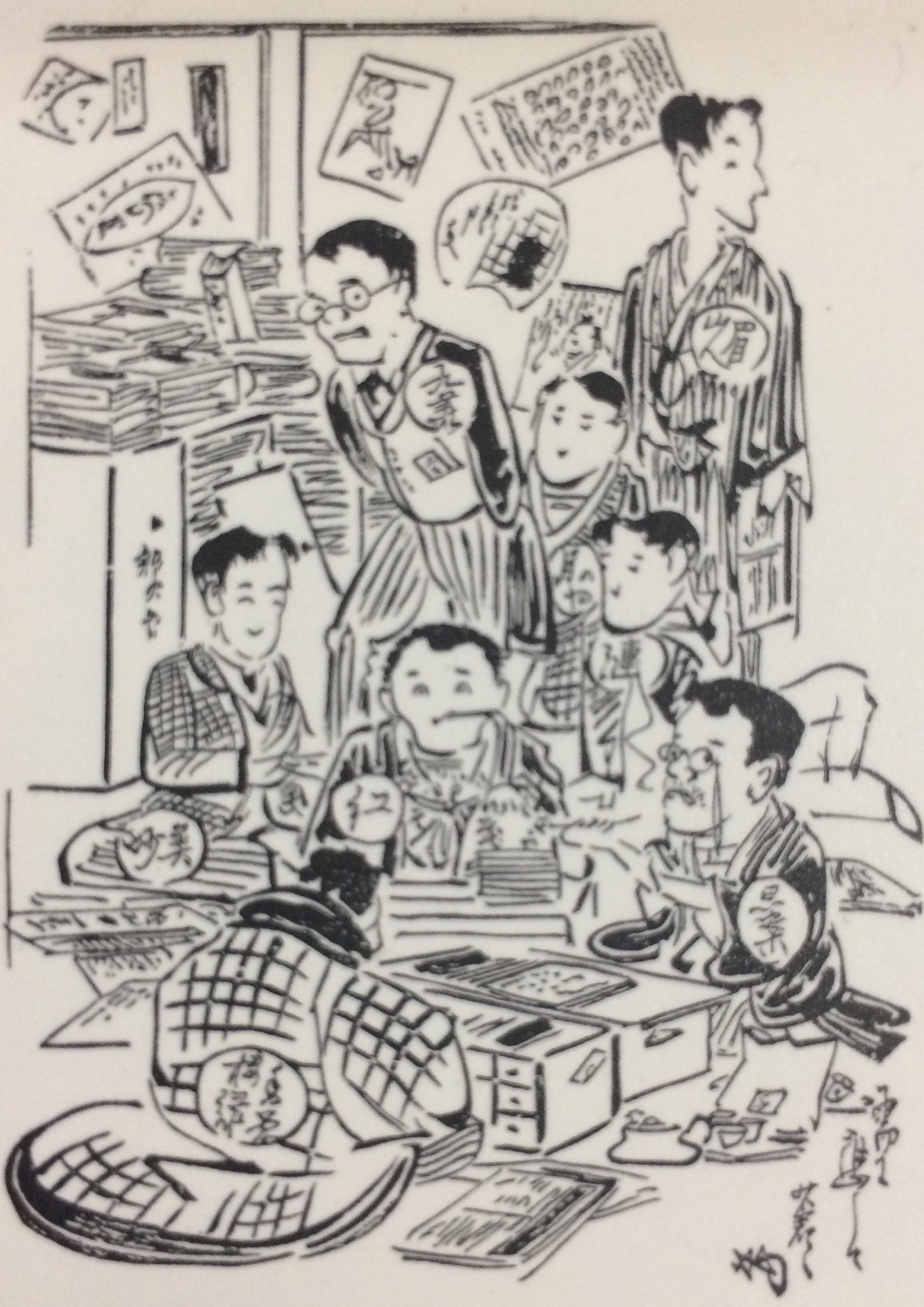
硯友社の楽屋（劇雅堂緑芽画）右奥に川上眉山）

- 改良主義への反発から、復古的な側面、古典回帰の方向性をとった（積極的復古主義）
- 功利主義への反発から、「文学は娯楽」を追求（通俗性）
- 純粋に文学をやろうという知識人の登場（文学価値の向上）

## 硯友社の文学
当初は擬古典主義により、江戸期の戯作風の強い趣味的なものであった。だが坪内逍遥による写実主義の影響を受け、心理描写主体のものへ変換していく。さらに、それは後に眉山、鏡花らによる観念小説、悲惨小説へとつながっていった。

## 硯友社の場所
東京の九段にあった。現在は、和洋九段女子中学校・高等学校が建ち、校内の100周年記念資料室に、硯友社に関する資料が保存してある。

## 硯友社の作家
- 石橋思案
- 泉鏡花
- 泉斜汀
- 生田葵山
- 巖谷小波
- 江見水蔭
- 大橋乙羽
- 角田浩々歌客
- 上司小剣
- 黒田湖山
- 小栗風葉
- 尾崎紅葉
- 川上眉山
- 武内桂舟（挿絵）
- 徳田秋声
- 広津柳浪
- 前田曙山
- 丸岡九華
- 八重津輝勝
- 柳川春葉
- 山岸荷葉
- 山田美妙
- 香夢楼緑[1]

- 月の舎圓[1]
- 渡辺朝霞（霞亭）[2]
- 井上笠園[3]
- 西芳菲山人[4]
- 松岡緑芽（劇画堂緑芽）[5]
- 久我順之助[6]（狐狸窟山人、龜石）
- 中村花痩[7]
- 前田香縁（香縁惜人、前田太郎）[8]
- 牡丹齋積翠（大澤三之助）[8]
- 梅廼舎文江（飯田旗郎）[8]
- 谷蔭歌仙（松波正之）[8]
- 瓢亭木栗子（池田賢太郎）[8]
- 難銭子（澤田與吉）[8]
- 拔天生（春帆、安倍亀之助）[8]
- 立花屋薫（渡辺輝之介）
- 麻渓居士（喜多川金吾）
- 夢廼舎幻[9]
- 高階柳蔭
- 吾妻や小ゑい[10]
- 盂蘭亭蓮湫[11]
- 翁屋[12]
- 北島春石[13]
- 北村三唖[14]
- 玉園主人[14]
- 錦簑逸人[14]
- 黄鶴楼主[15]
- 二橋仙史[16]
- 恋花堂柳月[17]
- 鹿堂閑人[18]
- 多田漁山人[19]
- 淡島寒月[19]
- 岡田虚心（岡田朝太郎、虚心亭)[19]
- 堀本柵（柵山人）[20]
- 水谷幻花[21]
- 蒲原有明[22]
- 小曾根[23]
- 彌石[24]